# 帕季格
（1971年7月22日—）是立陶宛的政治人物，現任立陶宛議會議員。他曾於2010年－2015年擔任立陶宛駐美國與墨西哥大使。

## 生平
帕季格於1971年出生於維爾紐斯，1994年畢業於維爾紐斯大學，主修國際關係與政治學，1995年獲碩士學位，2013年又獲社會學博士學位。1993年帕季格即進入立陶宛外交部工作。2010年他獲總統达利娅·格里包斯凯特任命為立陶宛駐美國與墨西哥大使，並於2015年卸任。
2016年11月起，帕季格擔任立陶宛議會維爾紐斯Naujamiestis選區的議員，2020年連任議員（選區整併為Naujamiestis – Naujininkai）。2019年他一度被視為可能參選總統的候選人。